# Mexiko-Hurrikan 1959
Der Mexiko-Hurrikan war einer der folgenschwersten beobachteten Hurrikane im Pazifischen Ozean. Es gab 1800 Tote.
Der Hurrikan wurde am 23. Oktober 1959 erstmals beobachtet, am 26. Oktober erreichte er die Kategorie 5. Der Landfall fand in Manzanillo, Mexiko, statt.

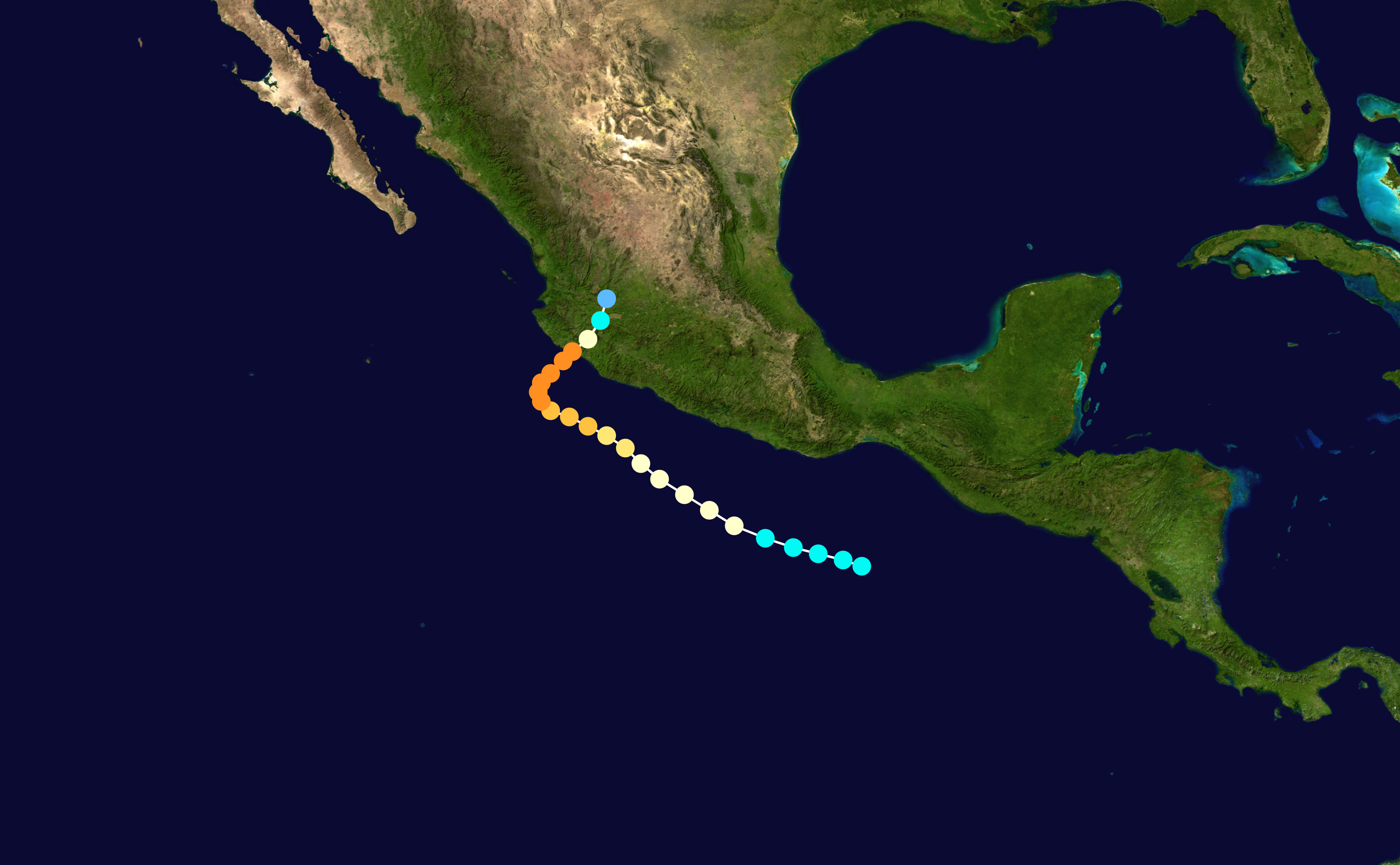
Bahn